# Muratbiek Kipszakbajew
Muratbiek Sułtanbiekuły Kipszakbajew (oryg. Муратбек Султанбекулы Кипшакбаев; ur. 11 września 1979) – kazachski judoka. Olimpijczyk z Aten 2004, gdzie odpadł w eliminacjach w wadze półlekkiej.
Uczestnik mistrzostw świata w 2005. Startował w Pucharze Świata w latach 2000-2002 i 2004. Mistrz Azji w 2004. Złoty medalista na igrzyskach centralnej Azji w 2003 roku.

## Letnie Igrzyska Olimpijskie 2004
| Konkurencja | Eliminacje           | Eliminacje               | Eliminacje              | Repasaże                  | Klas. końcowa |
| Konkurencja | Przeciwnik I         | Przeciwnik II            | 1/4                     | Przeciwnik I              | Miejsce       |
| ----------- | -------------------- | ------------------------ | ----------------------- | ------------------------- | ------------- |
| 66 kg       | Juan Jacinto (DOM) Z | Miloš Mijalković (SCG) Z | Georgi Georgiew (BGR) P | Dawit Margoszwili (GEO) P | IV runda.     |